# Ben Zomerdijk

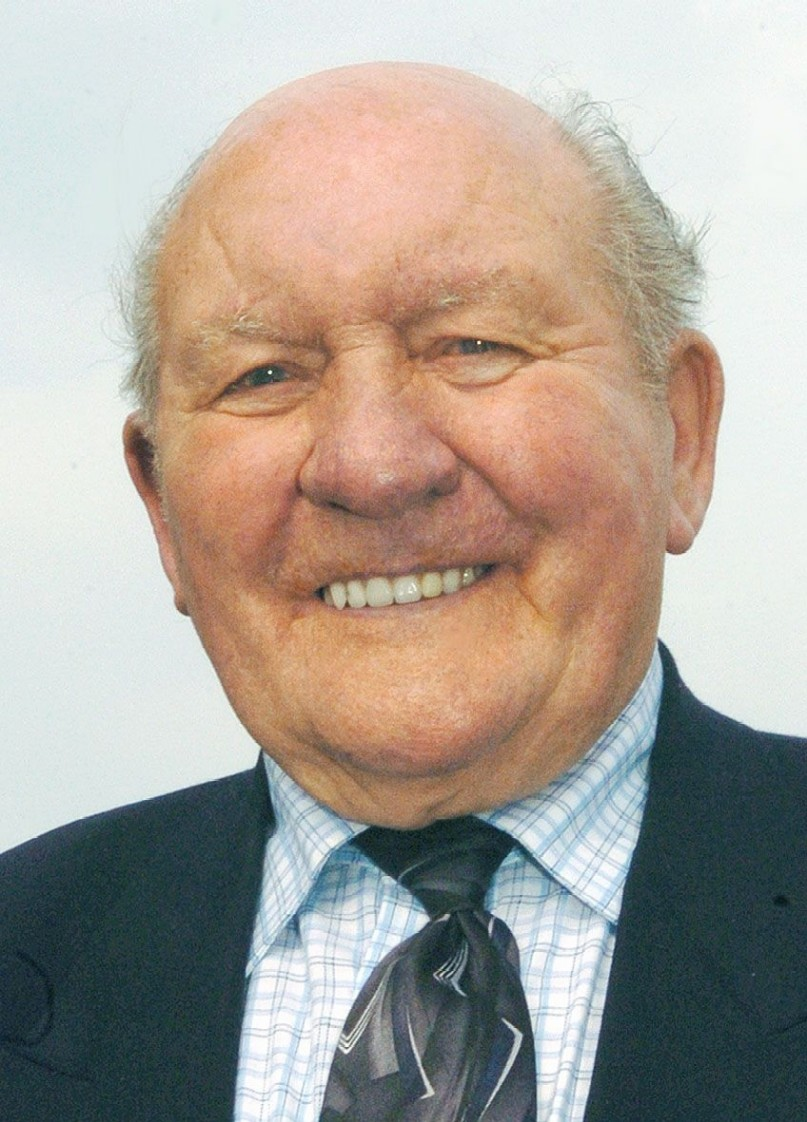
Ben Zomerdijk

Berend Jan (Ben) Zomerdijk (Zwolle, 21 juli 1923 – aldaar, 28 maart 2007) was een Nederlands wielersportjournalist en organisator. 
In 1948 begon hij voor Boom Pers als sportverslaggever van de Ronde van Nederland. Hij was daar ruim 58 jaar sportverslaggever voor de Meppeler Courant, later ook voor de Dedemsvaartse Courant en de Steenwijker Courant. Als freelance journalist was Ben Zomerdijk ook 50 jaar verbonden aan De Telegraaf en de Zwolse Courant (De Stentor). Zijn favoriete sport was het wielrennen, maar hij versloeg ook andere takken van sport zoals voetbal, basketbal en volleybal.
Zomerdijk was 40 keer (mede)organisator van de Ster van Zwolle, de openingsklassieker van het wielerseizoen.
Ben Zomerdijk overleed op 83-jarige leeftijd in het verpleeghuis De Weezenlanden (Isalaklinieken) in Zwolle aan de gevolgen van twee herseninfarcten die hij binnen een half jaar na elkaar kreeg.

## Onderscheidingen
- Gouden eremedaille verbonden aan de Orde van Oranje-Nassau
- Erepenning gemeente Zwolle
- Eremedaille Meester Willem Bartjens-prijs
- Zilveren Wiel van de KNWU